# Кольца Ньютона
Ко́льца Нью́тона — кольцеобразные интерференционные максимумы и минимумы, появляющиеся вокруг точки касания выпуклой линзы и плоскопараллельной пластины при прохождении света сквозь линзу и пластину. Впервые были описаны в 1675 году И. Ньютоном.

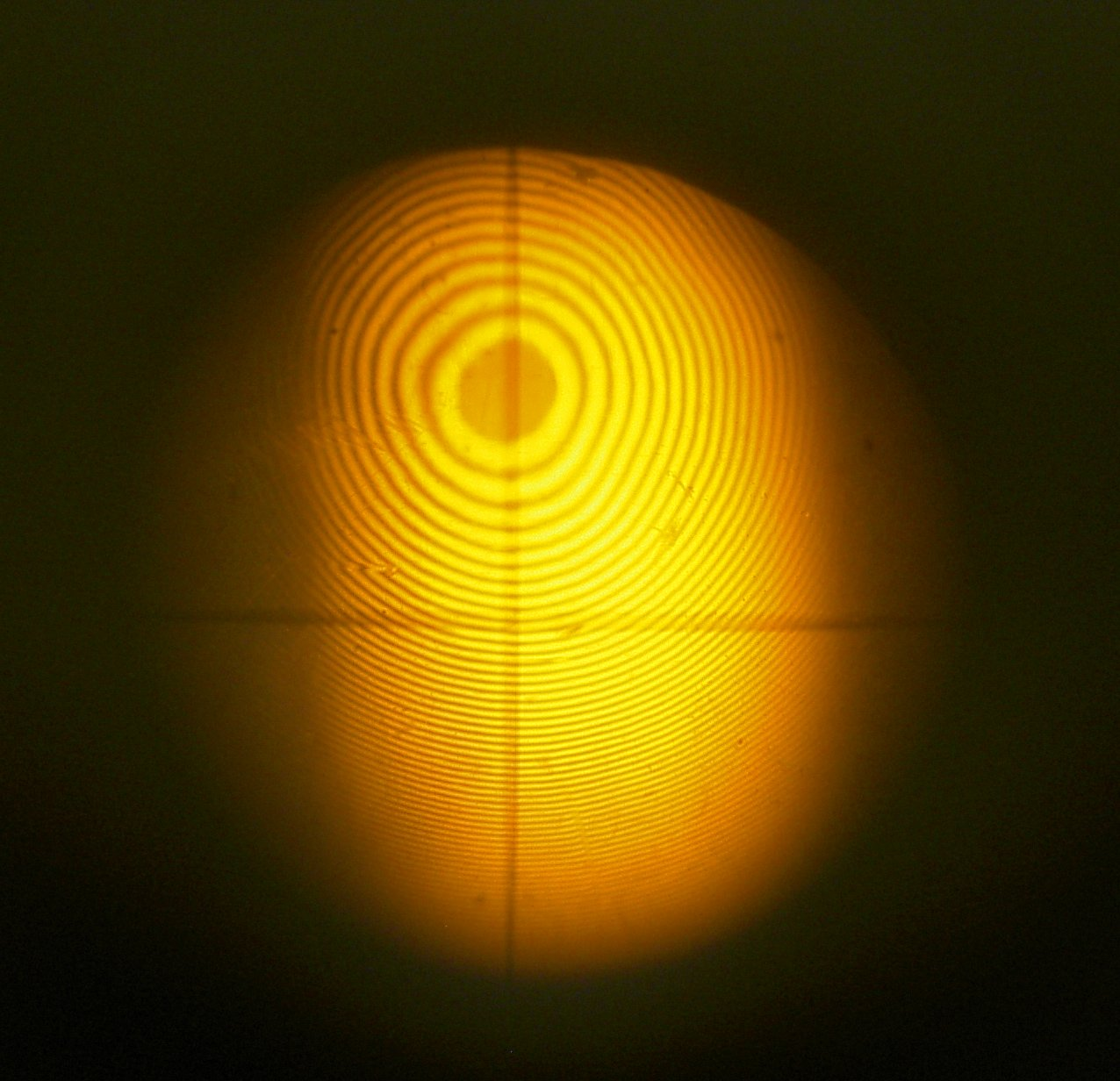
Пример колец Ньютона

## Описание
Интерференционная картина в виде колец возникает при отражении света от двух поверхностей, одна из которых плоская, а другая имеет относительно большой радиус кривизны и соприкасается с первой (например, стеклянная пластинка и плосковыпуклая линза). Если на такую систему в направлении, перпендикулярном плоской поверхности, падает пучок монохроматического света, то световые волны, отражённые от каждой из упомянутых поверхностей, интерферируют между собой. Сформированная таким образом интерференционная картина состоит из наблюдающегося в месте соприкосновения поверхностей тёмного кружка и окружающих его чередующихся между собой светлых и тёмных концентрических колец.

## Классическое объяснение явления

Образование тёмных и светлых интерференционных полос в клиновидном воздушном зазоре между двумя стеклянными пластинами. Зазор между поверхностями и длина волны световых волн для наглядности сильно преувеличены.

Во времена Ньютона из-за недостатка сведений о природе света дать полное объяснение механизма возникновения колец было крайне трудно. Ньютон установил связь между размерами колец и кривизной линзы; он понимал, что наблюдаемый эффект связан со свойством периодичности света, но удовлетворительно объяснить причины образования колец удалось лишь значительно позже Томасу Юнгу. Проследим за ходом его рассуждений. В их основе лежит предположение о том, что свет — это волны. Рассмотрим случай, когда монохроматическая  волна падает почти перпендикулярно на плосковыпуклую линзу.

Образование колец Ньютона в отражённом (слева) и в проходящем свете (справа)

Волна 1 появляется в результате отражения от выпуклой поверхности линзы на границе стекло — воздух, а волна 2 — в результате отражения от пластины на границе воздух — стекло. Эти волны когерентны, то есть у них одинаковые длины волн, а разность их фаз постоянна. Разность фаз возникает из-за того, что волна 2 проходит больший путь, чем волна 1. Если вторая волна отстаёт от первой на целое число длин волн, то, складываясь, волны усиливают друг друга.
{\displaystyle \Delta =m\lambda } — max,
где {\displaystyle m} — любое целое число, {\displaystyle \lambda } — длина волны. 
Напротив, если вторая волна отстаёт от первой на нечётное число полуволн, то колебания, вызванные ими, будут происходить в противоположных фазах, и волны гасят друг друга. 
{\displaystyle \Delta =(2m+1){\lambda  \over 2}} — min,
где {\displaystyle m} — любое целое число, {\displaystyle \lambda } — длина волны.
Для учёта того, что в разных веществах скорость света различна, при определении положений минимумов и максимумов используют не разность хода, а оптическую разность хода (разность оптических длин пути).
Если {\displaystyle nr} — оптическая длина пути, где {\displaystyle n} — показатель преломления среды, а {\displaystyle r} — геометрическая длина пути световой волны, то получаем формулу оптической разности хода:
{\displaystyle n_{2}r_{2}-n_{1}r_{1}=\Delta .}
Если известен радиус кривизны R поверхности линзы, то можно вычислить, на каких расстояниях от точки соприкосновения линзы со стеклянной пластиной разности хода таковы, что волны определенной длины λ гасят друг друга. Эти расстояния и являются радиусами тёмных колец Ньютона. Необходимо также учитывать тот факт, что при отражении световой волны от оптически более плотной среды фаза волны меняется на {\displaystyle \pi }; этим объясняется тёмное пятно в точке соприкосновения линзы и плоскопараллельной пластины. Линии постоянной толщины воздушной прослойки под сферической линзой представляют собой концентрические окружности при нормальном падении света, при наклонном — эллипсы. 
Радиус k-го светлого кольца Ньютона (в предположении постоянного радиуса кривизны линзы) в отражённом свете выражается следующей формулой:
{\displaystyle r_{k}={\sqrt {\left(k-{1 \over 2}\right){\frac {\lambda R}{n}}}},}
где {\displaystyle R} — радиус кривизны линзы, {\displaystyle k=1,2,...,} {\displaystyle \lambda } — длина волны света в вакууме, {\displaystyle n} — показатель преломления среды между линзой и пластинкой.
Радиус k-го тёмного кольца Ньютона в отражённом свете определяется в соответствии с формулой:
{\displaystyle r_{k}={\sqrt {k{\frac {\lambda R}{n}}}}.}

## Использование
Кольца Ньютона используются для измерения радиусов кривизны поверхностей, для измерения длин волн света и показателей преломления. В некоторых случаях (например, при сканировании изображений на плёнках или оптической печати с негатива) кольца Ньютона представляют собой нежелательное явление.
Используются в физиологии. Подсчёт форменных элементов производится после притирания покровного стекла и камеры Горяева до появления колец Ньютона.